# Гаузатонік (Массачусетс)
Гаузатонік (англ. Housatonic) — переписна місцевість (CDP) в США, в окрузі Беркшир штату Массачусетс. Населення — 1083 особи (2020).

## Географія
Гаузатонік розташований за координатами 42°14′46″ пн. ш. 73°21′43″ зх. д. / 42.24611° пн. ш. 73.36194° зх. д. (42.246125, -73.361858).  За даними Бюро перепису населення США в 2010 році переписна місцевість мала площу 2,52 км², з яких 2,29 км² — суходіл та 0,22 км² — водойми.

## Демографія
Згідно з переписом 2010 року, у переписній місцевості мешкало 1109 осіб у 500 домогосподарствах у складі 287 родин. Густота населення становила 441 особа/км².  Було 571 помешкання (227/км²).
Расовий склад населення:
| - 93,3 % — білих - 1,2 % — чорних або афроамериканців - 0,7 % — азіатів - 0,1 % — вихідців з тихоокеанських островів - 0,1 % — корінних американців |

До двох чи більше рас належало 3,7 %. Частка іспаномовних становила 4,7 % від усіх жителів.
За віковим діапазоном населення розподілялося таким чином: 19,7 % — особи молодші 18 років, 65,2 % — особи у віці 18—64 років, 15,1 % — особи у віці 65 років та старші. Медіана віку мешканця становила 44,0 року. На 100 осіб жіночої статі у переписній місцевості припадало 88,3 чоловіків;  на 100 жінок у віці від 18 років та старших — 84,6 чоловіків також старших 18 років.
Середній дохід на одне домашнє господарство  становив 74 616 доларів США (медіана — 57 813), а середній дохід на одну сім'ю — 90 276 доларів (медіана — 71 679). За межею бідності перебувало 16,6 % осіб, у тому числі 36,7 % дітей у віці до 18 років та 0,0 % осіб у віці 65 років та старших.
Цивільне працевлаштоване населення становило 411 осіб. Основні галузі зайнятості: освіта, охорона здоров'я та соціальна допомога — 60,1 %, будівництво — 13,6 %, оптова торгівля — 9,7 %, мистецтво, розваги та відпочинок — 7,5 %.